# Hidir Gürakar
Hidir Gürakar (* 5. Juni 1953 in Tunceli) ist ein deutscher Politiker (SPD).

## Leben
Gürakar ist in der Türkei aufgewachsen. 1976 kam er nach Deutschland und begann eine Ausbildung zum Sozialberater bei der Arbeiterwohlfahrt in Bonn. Er besuchte die Sozialakademie Dortmund und wurde 1983 Leiter der Dienststelle des Migrationssozialdienstes der Arbeiterwohlfahrt in Lörrach. Ab 2005 war er als selbstständiger Sozialarbeiter und Übersetzer tätig.
Er war zunächst auf Orts- und Kreisverbandsebene in der SPD aktiv, bis er 2001 Landesvorstandsmitglied der SPD Baden-Württemberg wurde. Von 1994 bis 1999 und seit 2004 gehört er dem Stadtrat von Bad Säckingen an. Von 2009 bis 2014 war er stellvertretender Bürgermeister. Am 7. Januar 2014 wurde er als Nachrücker für Alfred Winkler Mitglied des Landtags von Baden-Württemberg. Bei der Landtagswahl in Baden-Württemberg 2016 erhielt er im Landtagswahlkreis Waldshut 12,3 % der Stimmen und damit kein Mandat.